# Sylvius von Hohenhausen
Sylvius Freiherr von Hohenhausen (* 10. März 1743 in Lobedau, Schlesien; † 30. März 1822 in Herford) war ein preußischer Steuer- und Kriegsrat.

## Leben
Sylvius Freiherr von Hohenhausen wurde am 10. März 1743 als Sohn des katholischen Hofrichters, Chefs der bischöflichen Kammer in Neisse und Erbherrn auf Seifferdau Sylvius Christian von Hohenhausen (1704–1778) geboren. Nach dem Besuch eines Jesuitenseminars wurde er 1756 im Auftrag des Königs auf das Berliner Kadettenkorps geschickt. Im selben Jahr wurde er Cadet, dann Sergeant und avancierte anschließend, im Jahr 1760, zum Offizier im Infanterie-Regiment von Lossow (später von Buddenbrock). Als Militär geriet er in zweijährige Kriegsgefangenschaft in Russland, wusste diese Zeit nach eigener Angabe aber für Studien zu nutzen. Mehrfach will sich Sylvius Freiherr von Hohenhausen mit dem Kameralfach, vor allem mit Handel und Gewerbe, beschäftigt haben und an der Universität Königsberg zeitweise Philosophie, militärische Mathematik, Stil und schöne Wissenschaften studiert haben. 
Aufgrund seiner Blessuren war Sylvius Freiherr von Hohenhausen bereits im Alter von 21 Jahren für den Zivildienst vorgesehen. Ein Ratsamt wurde ihm wegen seiner Konfession jedoch noch verwehrt. 1771 bestand er sein Rigorosum unter Beisein des Ministers von der Schulenburg-Kehnert und wurde noch im Spätsommer 1771 zum Steuerrat in Herford befördert. Seit 1782/83 verwaltete er zudem die Pépinière des ostfriesischen Departements. Nach gescheiterten Versuchen, zum Kammerpräsidenten in Südpreußen, Ostfriesland oder Minden-Ravensberg aufzusteigen, avancierte von Hohenhausen im Januar 1809 zum Steuer-Inspektor im Departement Fulda des Königreiches Westphalen. Er verstarb 1822 als pensionierter Rat.

## Trivia
1770 trat Sylvius Freiherr von Hohenhausen in eine Freimaurerloge ein.
Anfang 1772 geriet er in eine Schlägerei mit dem Leutnant Hanfstaengel vom Petersdorffer Regiment und wurde zeitweise arretiert. Die Kriegs- und Domänenkammer Minden wurde daher beauftragt, ihn stärker zu beaufsichtigen. In der Konduitenliste für 1800 heißt es, von Hohenhausen sei „eitel, seicht, aufgeblasen“.